# Leonid Ivanovich Kupriyanovich
Leonid Ivanovich Kupriyanovich foi um famoso engenheiro da Ex-União Soviética, conhecido por seus inventos na área de comunicação. Em 1955, ele publicara numa revista científica para radioamadores(Radio), a descrição de seu aparelho walkie-talkie, capaz de fazer ligações de até 1,5 km de distância. Ele pesava cerca de 1,2 kg e operava com dois tubos de vácuo.
Em 1957 apresentou a mesma versão de seu walkie-talkie, mas desta vez com um alcance de 2 km de distância e com um peso de 50 gramas. Mas o engenheiro comunista não se deteve aí, no mesmo ano apresentou o LK-1, um comunicador móvel que usava ondas de rádio, tinha um alcance de 20 a 30 km de distância e uma bateria que durava de 20 a 30 horas. O dispositivo manual pesava cerca de 3 kg e dependia de uma estação. Segundo Leonid Ivanovich, a estação podia servir a vários clientes ao mesmo tempo. O inventor soviético patenteou seu comunicador móvel em 1957 (Certificado nº115494, 1.11.1957). Em 1958, no instituto de investigação Científica de Voronej (VNIIS), Kupriyanovich começou a busca por um sistema próprio de comunicação móvel. Suas descobertas científicas eram constantemente publicados na revista mais famosa sobre tecnologia editada na União Soviética, a "Nauza i Jizn" (Ciência e Vida).
Em 1958, Leonid Kupriyanovich foi mais além, encolhendo sua invenção a um tamanho suficientemente pequeno para levar no bolso. O aparato do engenheiro comunista não só permitia fazer conexões como também recebê-las de telefones residenciais e de cabines telefônicas. Tinha aproximadamente o tamanho de um pacote de cigarro, como a maioria dos telefones celulares atuais.
Em 1961, o engenheiro comunista da União Soviética desenvolveu um dispositivo ainda menor, que cabia na palma da mão e tinha um alcance de mais de 30 km. No mesmo ano foi planejada a fabricação deste objeto em grande escala, segundo uma entrevista dada por Leonid à agência de notícias APN. O inventor também falou sobre o plano de construir estações de telefonia móvel.
O primeiro dispositivo de telefonia móvel nacional acabou sendo o "Altay", distribuído comercialmente a partir de 1963, e em 1970 já estava presente em mais de 114 cidades da URSS. Muitos de seus dispositivos foram inicialmente empregados pelo mundo médico, em hospitais e depois por taxis no país. O sistema foi usado em países do Leste Europeu como Bulgária e exibido na exposição internacional Inforga-65.